# Adolfo López Mateos, Sinaloa
Adolfo López Mateos är en ort i Mexiko.   Den ligger i kommunen Culiacán och delstaten Sinaloa, i den västra delen av landet, 1 100 km nordväst om huvudstaden Mexico City. Adolfo López Mateos ligger 42 meter över havet och antalet invånare är 5 546.
Terrängen runt Adolfo López Mateos är huvudsakligen platt, men åt nordost är den kuperad. Runt Adolfo López Mateos är det ganska tätbefolkat, med 155 invånare per kvadratkilometer. Närmaste större samhälle är Navolato, 16,1 km söder om Adolfo López Mateos. Trakten runt Adolfo López Mateos består till största delen av jordbruksmark.